# SkyAirWorld
 (novembre 2019).

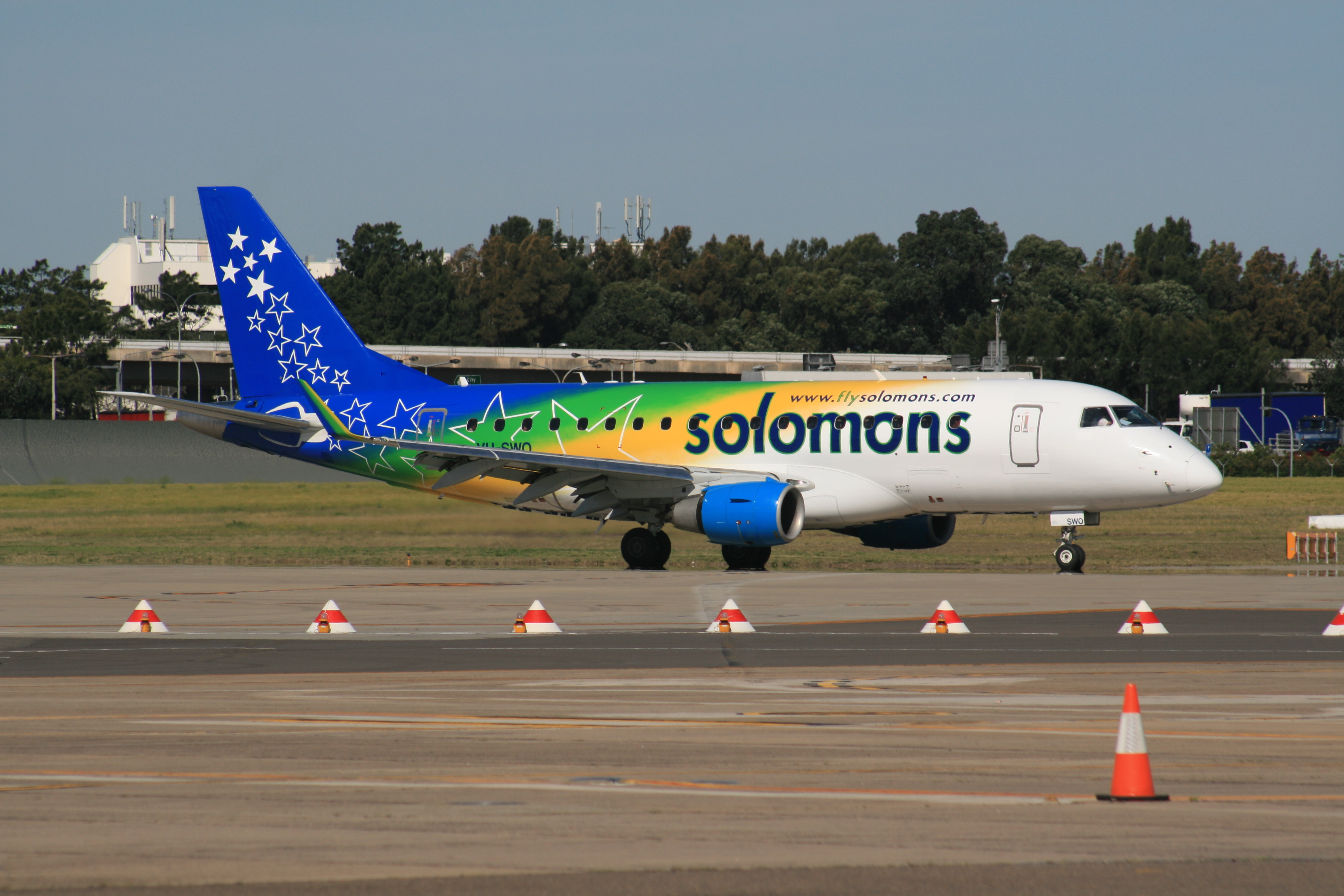
Un Embraer ERJ-170 de SkyAirWorld, peint aux couleurs de Solomon Airlines.

SkyAirWorld était une compagnie aérienne à charte basée à Brisbane, en Australie en activité de 2006 a 2009. Elle a fourni une gamme de services, y compris des travaux d'affrètement pour l'armée australienne, et a également fourni des locations avec équipage (Wet leases) pour d'autres transporteurs, en particulier des compagnies aériennes dans le Pacifique Sud.